# Rakovník
Rakovník es la localidad-capital del distrito de Rakovník en la región de Bohemia Central, República Checa, con una población estimada a principio del año 2018 de 15 893 habitantes. 
Se encuentra ubicada al noroeste de la región y de Praga, cerca de los ríos Elba y Ohře y de la frontera con las regiones de Pilsen y Ústí nad Labem.

## Enlaces externos

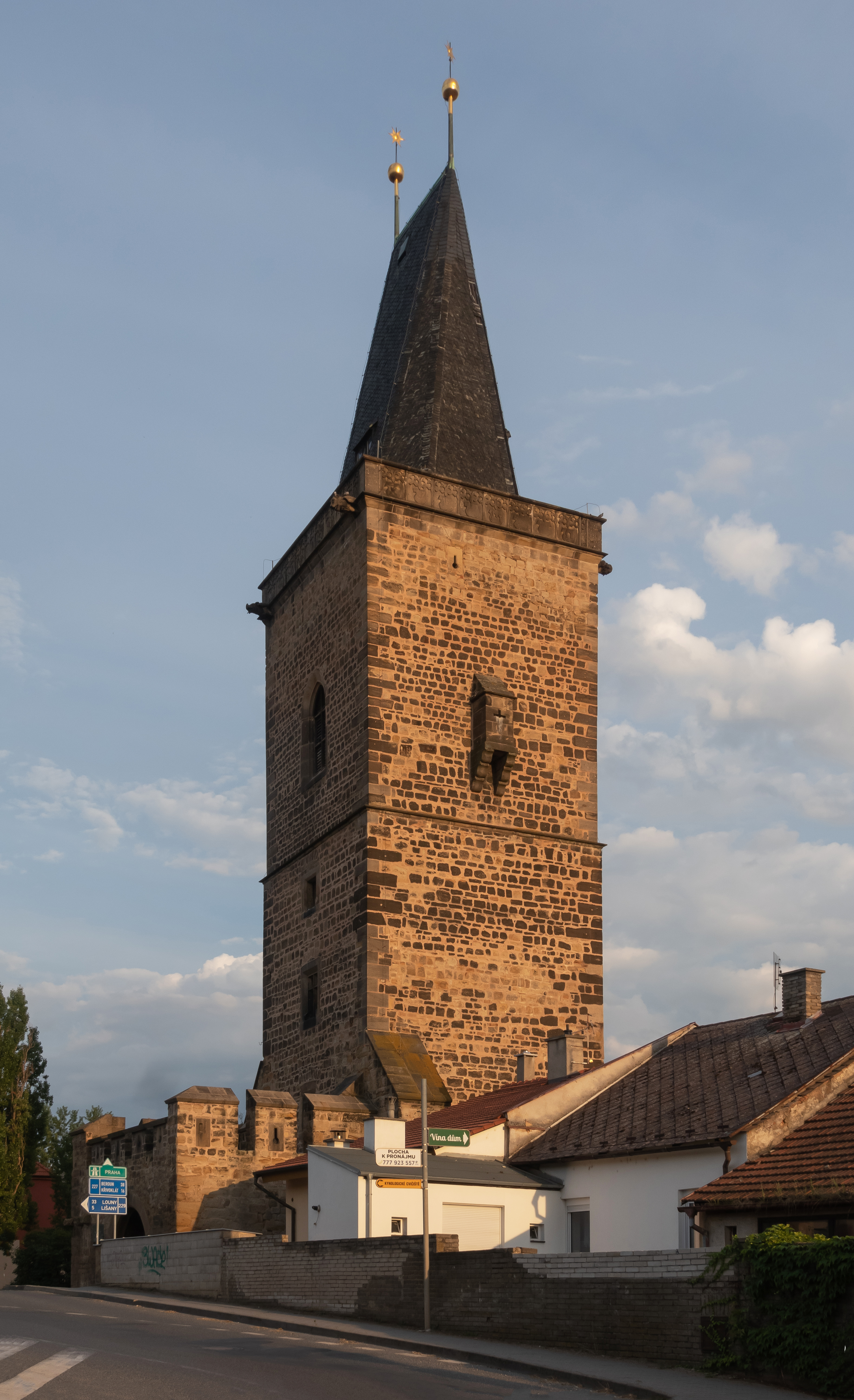
La torre: Vysoká brána
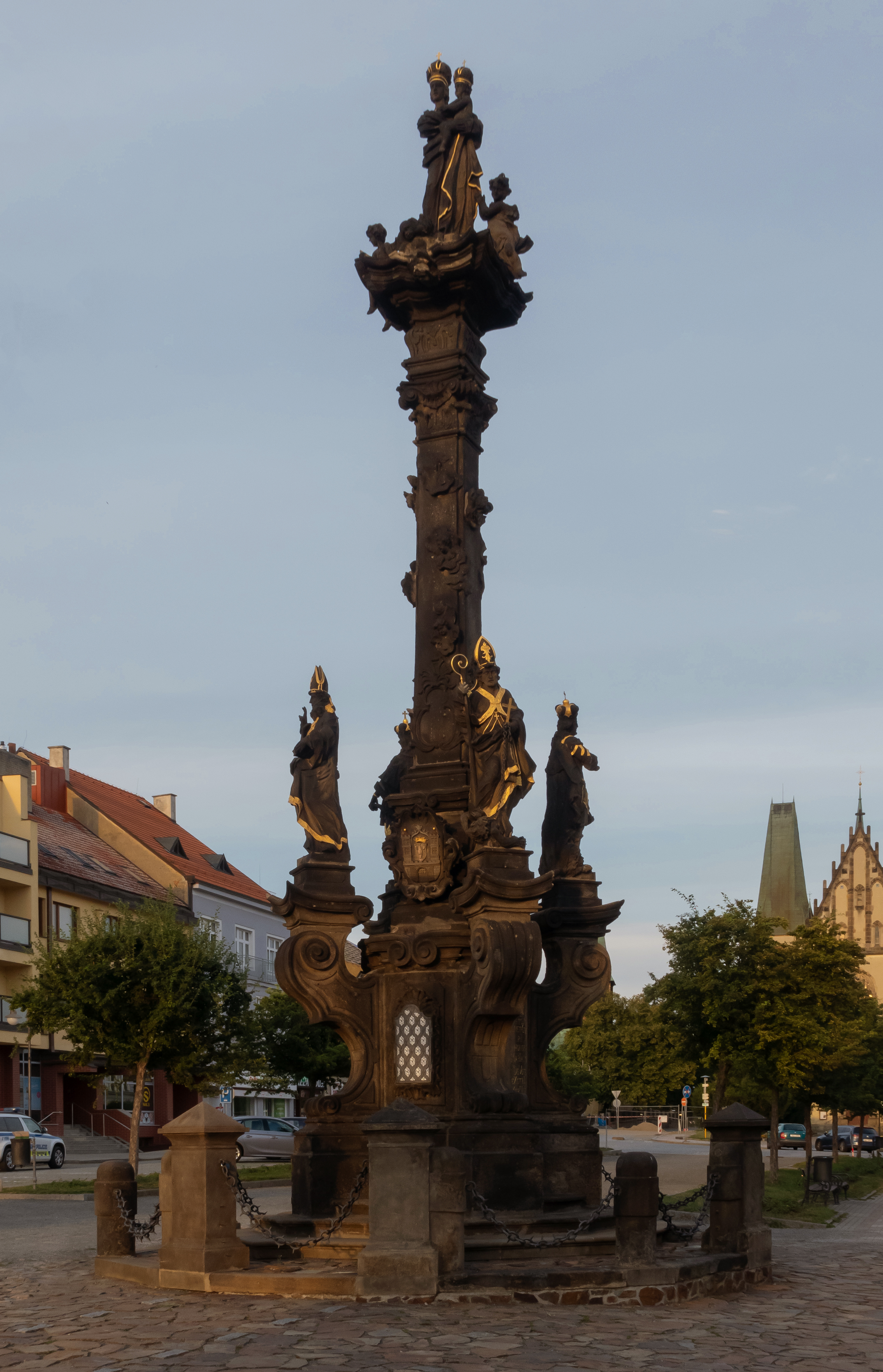
La escultura: sousoší Panny Marie
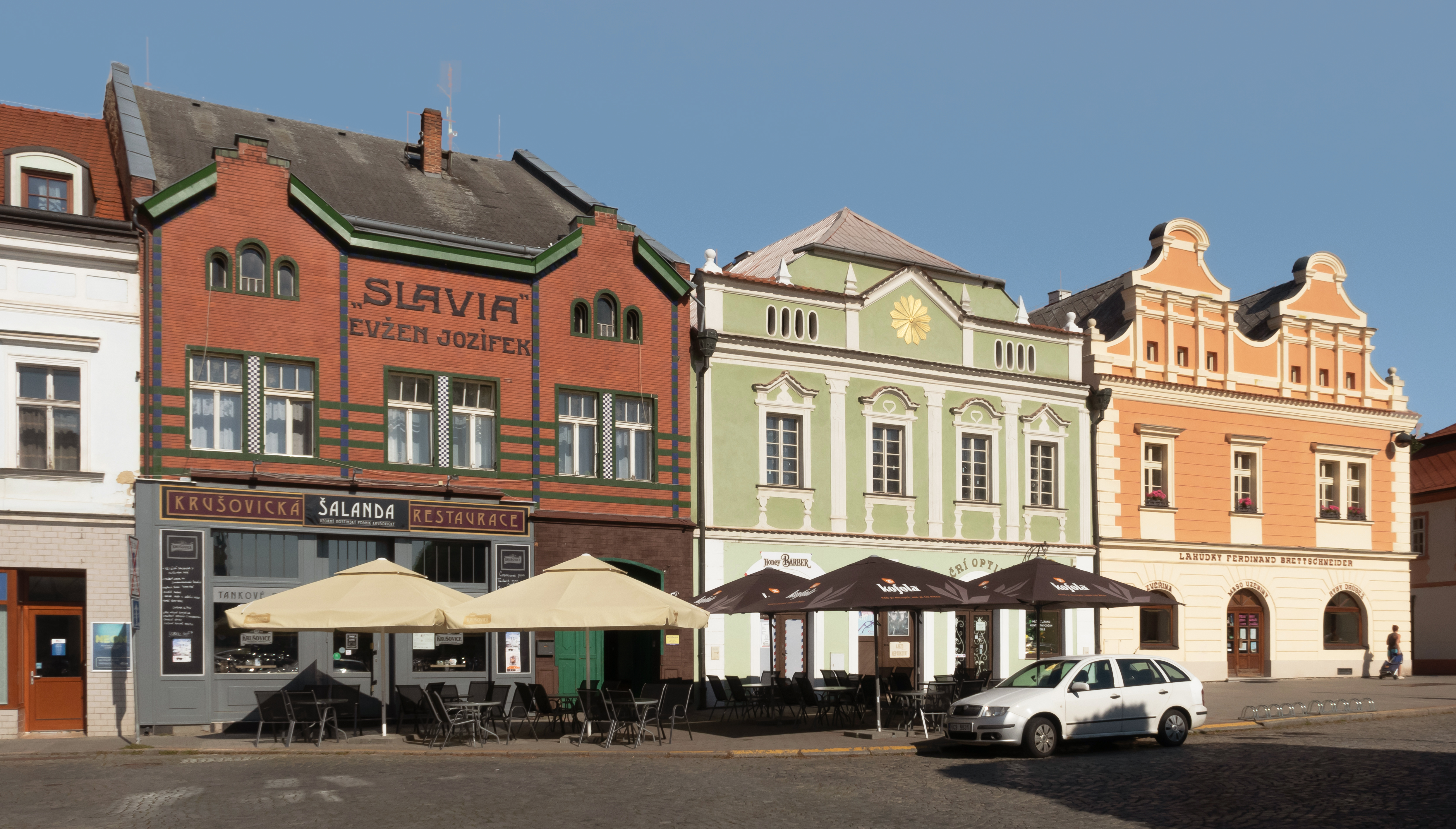
Vista en la calle: Husovo náměstí con casas met monumentales